# Nordvik, Vestland
Nordvik är en tidigare tätort som omfattade bebyggelse till större delen inom Bergens kommun i dåvarande Hordaland fylke (nuvarande Vestland fylke) i västra Norge. En mindre del av tätortens bebyggelse fanns i den då angränsande Os kommun (nuvarande Bjørnafjordens kommun). Orten Nordvik ligger vid fylkesväg 5158, längst inne vid Lysefjorden, sydöst om orten Fanahammaren.
Sedan 2013 räknas bebyggelsen i orten som en del av tätorten Søvik.
Tidigare har orten tillhört dåvarande Fana kommun.

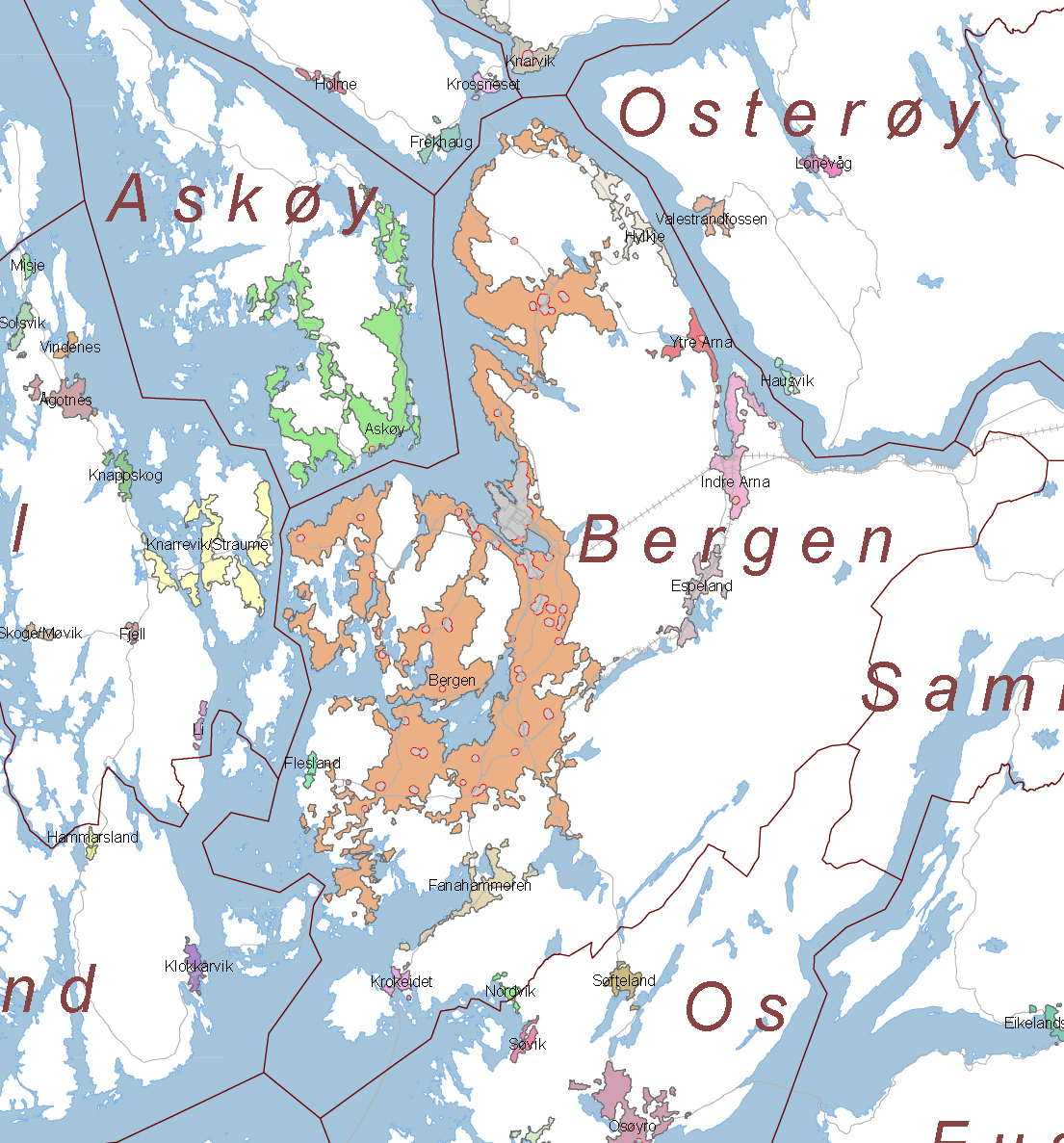
Tätorter i området kring Bergen 2005. Nordvik kan ses i grönt, vid gränsen mellan Bergens kommun och dåvarande Os kommun.